# 安康学院
安康学院，简称安院，是中华人民共和国的一所全日制本科公办省属普通高等学校，位于陕西省安康市汉滨区。
1978年5月，陕西师范大学安康专修科成立。1984年6月，更名为安康师范专科学校。2004年5月，陕西省安康农业学校和安康教育学院并入安康师范专科学校。2006年2月，升格为安康学院。